# Жаржуэ, Бакари
Бакари Банана Жаржуэ (фр. Bakary Banana Jarjue; род. 3 июня 1949) — гамбийский легкоатлет, выступавший в беге на короткие и средние дистанции. Участник летних Олимпийских игр 1984 года.

## Биография
Бакари Жаржуэ родился 3 июня 1949 года.
В 1976 году вошёл в состав сборной Гамбии на летних Олимпийских играх в Монреале. Был заявлен в эстафетах 4х100 и 4х400 метров, однако Гамбия отказалась от участия в Олимпиаде.
В 1978 году участвовал в Играх Содружества в Эдмонтоне. В беге на 100 метров выбыл в четвертьфинале, показав результат 10,91 секунды. В беге на 200 метров (22,10) и эстафете 4х100 метров (43,17) выбыл на первом этапе.
В 1982 году участвовал в Играх Содружества в Брисбене. В беге на 100 метров (10,99) и эстафете 4х100 метров (43,30) выбыл на первом этапе.
В 1984 году вошёл в состав сборной Гамбии на летних Олимпийских играх в Лос-Анджелесе. В беге на 100 метров занял в забеге 1/8 финала 4-е место с результатом 10,68, уступив 0,13 секунды попавшему в четвертьфинал с 3-го места Кацухико Накая из Бразилии. В эстафете 4х100 метров команда Гамбии, за которую также выступали Давда Джаллоу, Абдурахман Джаллоу и Умар Файе, заняла в четвертьфинале последнее, 7-е место с результатом 40,73, уступив 0,13 секунды попавшей в полуфинал с 6-го места сборной Катара.

## Личный рекорд
- Бег на 100 метров -— 10,3 (1979)[6]